# Vepris heterophylla
Vepris heterophylla là một loài thực vật thuộc họ Rutaceae. Loài này có ở Cameroon, Ghana, và Mali. Chúng hiện đang bị đe dọa vì mất môi trường sống.